# Rio Frumuşelu
O Rio Frumuşelu é um rio da Romênia, afluente do Marginea Domnească, localizado no distrito de Dâmboviţa.